# Patchwork

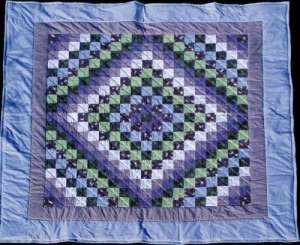
Patchwork

Patchwork is een handwerktechniek waarbij lapjes katoenen stof van verschillende kleur en grootte aan elkaar worden genaaid. "Patch" betekent lapje stof. De lapjes stof kunnen in verschillende kleuren, dessins en vormen gebruikt worden, waardoor er ontelbare mogelijkheden zijn om tot een origineel eindproduct te komen. 
In de 18e en 19e eeuw werd patchwork in Amerika en Europa veel toegepast. Van kleine lapjes stof kon een warme deken worden gemaakt. Hiervoor werden vooral stukken van gedragen kleding gebruikt. Patchwork is ontstaan door op een zuinige manier restjes stof aan elkaar te maken, mogelijk in tijden of gezinnen waarin het economisch niet zo goed ging.
Vanaf de Tweede Wereldoorlog wordt patchwork echter vooral als hobby uitgeoefend. Het is een sociale bezigheid waarbij veel wordt samengewerkt en waarbij vaak patronen onderling worden uitgewisseld.

## Werkwijze
Er zijn diverse manieren en technieken voor patchwork. Bij de bekendste methode wordt gebruikgemaakt van een mal van dun, stevig karton. Deze mal wordt op de achterkant van een lapje stof gelegd. De stof wordt een centimeter groter dan de mal afgetekend en uitgeknipt. Na een aantal van deze lapjes geknipt te hebben, kunnen ze met de goede kanten naar binnen aan elkaar worden genaaid tot een blok. De blokken kunnen daarna met kleine steekjes aan elkaar worden genaaid, eventueel met tussenbanen (sashings). Als laatste komt er nog een rand (border) omheen. 
Tegenwoordig worden voor patchwork de lapjes op de naaimachine aan elkaar genaaid. Een veel gebruikt patroon is het 'blokhutmotief', waarbij om een middenblok (het 'haardvuur') telkens repen stof worden genaaid tot een blok. Deze blokken worden daarna aan elkaar gezet tot de gewenste grootte.

## Voeren en quilten
Een lap patchwork bestaat uit een enkele laag textiel. Om er een dikkere lap of deken van te maken wordt het lapjeskleed (de top) voorzien van een achterkant. Ertussen komt een vulling die van wol, katoen of synthetisch materiaal is gemaakt. 
Indien de drie lagen per lapje aan elkaar gemaakt worden noemt men dat quilten. Het quilten wordt ook in allerlei fraaie patronen gedaan. Daarvoor wordt een quiltsteek gebruikt. Er worden ook wel quilts gemaakt uit één lap stof, dus zonder patchwork.
Van patchwork worden (baby)dekens, spreien, wandkleden, tassen, jassen en andere kledingstukken gemaakt. Tegenwoordig zijn er vaak tentoonstellingen waar quiltgroepen hun werk presenteren.